# Final de la Supercopa d'Espanya de futbol 2025
La final de la Supercopa d'Espanya de futbol de 2025 va ser un partit de futbol que va decidir el guanyador de la Supercopa d'Espanya de 2025, la 41a edició de la Supercopa d'Espanya de futbol. El partit es va jugar el 12 de gener de 2025 a la Ciutat Esportiva del rei Abdullah de Jiddah, Aràbia Saudita. Va ser un "Clàssic" entre el Reial Madrid, guanyador de la Lliga 2023-24, i el FC Barcelona, subcampió de la Lliga 2023-24. Els clubs es van enfrontar en l'eliminatòria decisiva de la competició per desena vegada en total (fins al 2020, el seu format era simplement un matx a doble partit); també es van enfrontar a les dues finals anteriors, i n'havien guanyat una cadascun.
El Barça va guanyar el partit per 5-2 i va aconseguir el seu 15è títol de la Supercopa d'Espanya.

## Equips
| Equip        | Classificació per al torneig                             | Finals anteriors (en negreta indiquen guanyadors) |
| ------------ | -------------------------------------------------------- | --- |
| Reial Madrid | Guanyador de Primera divisió espanyola de futbol 2023–24 | 19 (1982, 1988, 1989, 1990, 1993, 1995, 1997, 2001, 2003, 2007, 2008, 2011, 2012, 2014, 2017, 2020, 2022, 2023, 2024 )                                            |
| Barcelona    | Segon de Primera divisió espanyola de futbol 2023–24     | 26 (1983, 1985, 1988, 1990, 1991, 1992, 1993, 1994, 1996, 1997, 1998, 1999 , 2005, 2006, 2009, 2010, 2011, 2012, 2013, 2015, 2016, 2017, 2018, 2021, 2023, 2024 ) |

1. ↑  El Reial Madrid va guanyar el doblet la temporada 1988–89, i per tant va obtenir automàticament el títol de la Supercopa d'Espanya de 1989.

## Ruta cap a la final
| Reial Madrid | Reial Madrid | Ronda                    | Barcelona     | Barcelona |
| ------------ | ------------ | ------------------------ | ------------- | --------- |
| Oponent      | Resultat     | Supercopa d'Espanya 2025 | Oponent       | Resultat  |
| RCD Mallorca | 3–0          | Semifinals               | Athletic Club | 2–0       |

## Partit

### Detalls
| Reial Madrid              | 2–5     | FC Barcelona                                                            |
| ------------------------- | ------- | ----------------------------------------------------------------------- |
| * Mbappé 5' - Rodrygo 60' | Informe | * Yamal 22' - Lewandowski 36' (pen.) - Raphinha 39', 48' - Balde 45+10' |

| Real Madrid | Barcelona |

| GK              | 1  | Thibaut Courtois    |     |     |
| RB              | 17 | Lucas Vázquez (c)   |     | 52' |
| CB              | 14 | Aurélien Tchouaméni | 62' | 64' |
| CB              | 22 | Antonio Rüdiger     | 53' |     |
| LB              | 23 | Ferland Mendy       |     | 75' |
| CM              | 8  | Federico Valverde   |     |     |
| CM              | 6  | Eduardo Camavinga   | 35' | 46' |
| RW              | 11 | Rodrygo             |     |     |
| AM              | 5  | Jude Bellingham     |     | 76' |
| LW              | 7  | Vinícius Júnior     | 55' |     |
| CF              | 9  | Kylian Mbappé       |     |     |
| Suplents:       |    |                     |     |     |
| GK              | 13 | Andriy Lunin        |     |     |
| GK              | 26 | Fran González       |     |     |
| DF              | 4  | David Alaba         |     |     |
| DF              | 20 | Fran García         |     | 75' |
| DF              | 35 | Raúl Asencio        | 77' | 52' |
| DF              | 39 | Lorenzo Aguado      |     |     |
| MF              | 10 | Luka Modrić         |     | 64' |
| MF              | 15 | Arda Güler          |     |     |
| MF              | 19 | Dani Ceballos       |     | 46' |
| FW              | 16 | Endrick             |     |     |
| FW              | 21 | Brahim Díaz         |     | 76' |
| Entrenador:     |    |                     |     |     |
| Carlo Ancelotti |    |                     |     |     |

| GK          | 25 | Wojciech Szczęsny  | 56'   |     |
| RB          | 23 | Jules Koundé       |       |     |
| CB          | 2  | Pau Cubarsí        |       |     |
| CB          | 5  | Iñigo Martínez     | 45+9' | 28' |
| LB          | 3  | Alejandro Balde    |       |     |
| CM          | 17 | Marc Casadó        |       |     |
| CM          | 8  | Pedri              |       |     |
| RW          | 19 | Lamine Yamal       |       | 59' |
| AM          | 6  | Gavi               |       | 59' |
| LW          | 11 | Raphinha (c)       | 89'   | 79' |
| CF          | 9  | Robert Lewandowski | 77'   |     |
| Suplents:   |    |                    |       |     |
| GK          | 13 | Iñaki Peña         |       | 59' |
| GK          | 26 | Ander Astralaga    |       |     |
| DF          | 4  | Ronald Araújo      | 87'   | 28' |
| DF          | 24 | Eric García        |       |     |
| DF          | 32 | Héctor Fort        |       |     |
| DF          | 35 | Gerard Martín      |       |     |
| MF          | 16 | Fermín López       |       |     |
| MF          | 20 | Dani Olmo          |       | 59' |
| MF          | 21 | Frenkie de Jong    |       |     |
| FW          | 7  | Ferran Torres      |       | 79' |
| FW          | 18 | Pau Víctor         |       |     |
| Entrenador: |    |                    |       |     |
| Hansi Flick |    |                    |       |     |

| Home del partit: Raphinha (Barcelona) Àrbitres assistents: Ángel Nevado Rodríguez (Extremadura) Javier Martínez Nicolás (Regió de Múrcia) Quart àrbitre: Mario Melero López (Andalusia) Àrbitre assistent de reserva: Judit Romano García (Astúries) Àrbitre assistent de vídeo: Javier Iglesias Villanueva ( Galícia ) Àrbitres assistents de vídeo: Antonio Cerezo Parfenof (Cantàbria) Pablo González Fuertes (Astúries) | Regles del partit - 90 minuts. - Tanda de penals si el marcador està empatat. - Onze substituts amb nom propi, dels quals se'n poden utilitzar fins a cinc. |